# Титовец, Александр Иванович
Титовец Александр Иванович (1918, Борисоглебск — 28 сентября 1942, Всеволожск) —   командир звена, капитан истребительного авиационного полка.

## Биография
Родился в БССР, Речицкий района, в деревне Заспа. В ряды Рабочей Крестьянской Красной Армии вступил в 1937 году. Служил в 11 гвардейском Николаевском, Краснознамённом истребительных авиационных полках ВВС ВМФ (11-й гв.иап ВМФ), а также в 44 истребительном авиационном полку (44-й иап). Военное образование получил в лётном училище, а уже в «Зимней войне» с Финляндией получил первый боевой опыт. Участвовал в боях на Карельском перешейке, в связи с  этим был удостоен ордена Красного Знамени. В годы Великой Отечественной войны служил в 7-м истребительском авиационном корпусе, затем в 2-м гвардейском истребительном авиационном корпусе ПВО Ленинградского фронта. Несмотря на относительно молодой возраст на счёту летчика три сбитых самолета противника, 235 боевых вылетов, из которых 27 воздушных боев и 26 штурмовок баз техники противника.
28 сентября 1942 года в воздушном бою в районе местечка Приютино Всеволожского района Ленинградской области капитан Александр Титовец погиб.

## Награды
Орден Красного Знамени